# Dodavatel elektřiny
Dodavatel elektřiny je společnost, která nakupuje elektrickou energii s cílem ji následně prodat především koncovým zákazníkům, případně velkoodběratelům. Trh s elektřinou byl liberalizován v roce 2006. Od té doby vzniklo na českém trhu přes 350 alternativních dodavatelů elektřiny.
Dodavatelé elektřiny mohou podle zákona stanovovat koncovou cenu dle své vnitřní cenové politiky. Ze zákona jsou povinni získat licenci od Energetického regulačního úřadu (ERÚ). Kromě toho zprostředkovatelskou činnost je od 1. 7. 2022 možno vykonávat pouze na základě registrace od ERÚ.

## Největší dodavatelé elektřiny
Za rok 2018 změnilo svého dodavatele 570 511 odběratelů, respektive odběrných míst. Šlo o rekordní počet na celou dobu existence liberalizovaného trhu s energiemi v ČR. Co se týče domácností, v roce 2018 se jich ke změně dodavatele rozhodlo více než 371 tisíc, což je v porovnání s předchozími roky také vysoké číslo, ale historicky se nejvíce změn dodavatelů domácnostmi uskutečnilo v roce 2012, kdy šlo o více než 382 tisíc případů. Změny dodavatele by však vždy měly být prováděny s ohledem na podepsanou smlouvu, a to i v případech, kdy se klient stěhuje. Zákon tuto situaci totiž nijak neupravuje, a tak některé firmy plní smlouvy i v místě nového bydliště.
Mezi největší dodavatele na českém trhu patří dominantní dodavatelé ČEZ prodej, E.ON energie a PRE (Pražská energetika). Mezi alternativní dodavatele s největším počtem odběrných míst patřily v roce 2019 firmy innogy Energie, Bohemia Energy Entity a Centropol Energy. Ceny silové elektrické energie si určuje každý dodavatel zvlášť. K těmto cenám se v konečném účtu za elektřinu přidávají ještě regulované ceny za distribuci aj., stanovované každý rok regulátorem trhu (ERÚ).

## Rozdíl mezi dodavatelem a distributorem elektřiny
Distributor elektřiny zajišťuje a spravuje soustavu pro distribuci (rozvod) elektrické energie. Na českém trhu jsou tři hlavní distributoři, kteří mají Českou republiku rozdělenou podle regionů. Jde o PREdistribuce v Praze, ČEZ Distribuce ve středních, západních, severních a východních Čechách a na severní Moravě a EG.D v jižních Čechách a jižní Moravě. To znamená, že distributor elektřiny funguje v daném místě pouze jeden, a proto jej nelze měnit, jako dodavatele. Samotná distribuce elektřiny, stejně jako cena distribuce, podléhá regulaci ze strany Energetického regulačního úřadu.